# Bệnh Basedow
Bệnh Basedow hay còn gọi là bệnh Graves, bệnh Parry, bướu giáp độc lan tỏa, bệnh cường giáp tự miễn là một bệnh tự miễn thường ảnh hưởng đến tuyến giáp, làm phì đại tuyến giáp lên gấp 2 lần hoặc nhiều hơn (bướu cổ), gây cường giáp (tăng năng tuyến giáp; tuyến giáp hoạt động quá mức), với các triệu chứng liên quan như tăng nhịp tim, yếu cơ, mất ngủ hoặc khó ngủ, và tính tình dễ bị kích thích. Nó cũng có thể ảnh hưởng đến mắt, gây ra lồi mắt và ảnh hưởng đến các hệ cơ quan khác, bao gồm da, tim, tuần hoàn và thần kinh.
Có khoảng 2% nữ giới bị mắc bệnh Basedow, đôi khi xuất hiện sau khi sinh con, với tỷ lệ mắc bệnh nữ:nam là 7:1 đến 8:1. Yếu tố di truyền là yếu tố nguy cơ chính của khả năng mắc bệnh Basedow, với 79% nguyên nhân mắc bệnh là do di truyền.
Chẩn đoán thường được thực hiện trên cơ sở từ các triệu chứng, mặc dù các xét nghiệm nội tiết tố tuyến giáp cũng có thể hữu ích, đặc biệt là trong quá trình theo dõi điều trị.

## Dấu hiệu và triệu chứng

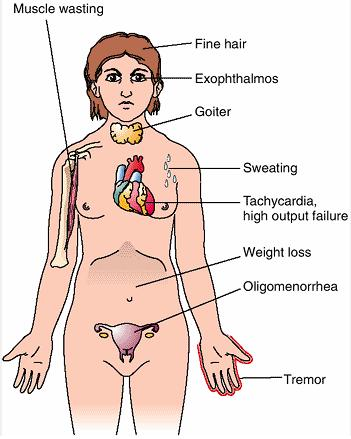
Triệu chứng Basedow: rụng tóc, nhược cơ, run tay, tim đập nhanh, giảm cân, kinh thưa

Các dấu hiệu và triệu chứng của Basedow hầu hết là kết quả của sự ảnh hưởng trực tiếp và gián tiếp của cường giáp, với trường hợp ngoại lệ bệnh mắt do Graves (Graves' ophthalmopathy), bướu cổ, và phù niêm trước xương chày (phù trước xương cẳng chân; pretibial myxedema; gây ra bởi các quá trình tự miễn dịch của bệnh). Các triệu chứng của cường giáp chủ yếu là mất ngủ, run tay, hiếu động thái quá, rụng tóc, mồ hôi ra nhiều, ngứa, sợ nóng, giảm cân mặc dù tăng sự thèm ăn, tiêu chảy, đại tiện thường xuyên, đánh trống ngực, yếu cơ, da ấm và ẩm. Hơn nữa dấu hiệu có thể được nhìn thấy trên khám lâm sàng thường là thấy tuyến giáp lan rộng (thường là đối xứng) và cứng (nontender), mi mắt chậm chạp (lid lag), chảy nước mắt nhiều do bệnh mắt Graves, rối loạn nhịp tim, chẳng hạn như tim nhịp nhanh xoang (sinus tachycardia), rung tâm nhĩ (strial fibrillation), ngoại tâm thu thất (premature ventricular contraction) và cao huyết áp. Những người bị cường giáp có thể bị thay đổi hành vi và nhân cách, bao gồm: rối loạn tâm thần, hưng cảm, lo âu, kích động, và trầm cảm..Triệu chứng run tay, mắt lồi nếu phát hiện bệnh vào thì muộn.